# Tramlijn 23 (Rotterdam)
Tramlijn 23 van de Rotterdamse RET waren een tweetal tramlijnen in Rotterdam. 

## Geschiedenis

### Eerste lijn 23
Op 24 maart 1930 kwam de eerste lijn 23 in dienst. Deze lijn bereed de route Kootsekade - Station Maas en was een gevolg van de uitbreidingsplannen van het Rotterdamse tramnet na overname door de gemeente Rotterdam. De lijn werd in eerste instantie gereden met zeven trams in een 7,5 minutendienst. Op 1 juli 1936 werd deze lijn alweer opgeheven.

### Tweede lijn 23
De tweede tramlijn 23 liep van Beverwaard naar het Marconiplein. Het was een drukke tram van Rotterdam, mede doordat het de enige tram was met een halte bij Stadion Feijenoord, waar naast het stadion ook veel horeca- en uitgaansgelegenheden zijn gevestigd.
De lijn begon op 28 januari 2000 als tramlijn tussen het Centraal Station en het Stadion Feijenoord. Deze lijn reed alleen bij evenementen in het stadion, een taak die tegenwoordig door tramlijn 12 wordt uitgevoerd. Vanaf 3 september 2001 werd lijn 23 een reguliere tramlijn, maar wel met een beperkte dienstregeling: hij reed toen met een frequentie tussen de 30 en 60 minuten.
Sinds 1 maart 2004 werd lijn 23 een volwaardige tramlijn, toen deze in het kader van TramPlus werd doorgetrokken naar Beverwaard. Hiervoor werd een nieuw tracé aangelegd tussen het Feyenoordstadion en het al bestaande tracé van het Prinsenplein naar Beverwaard. Op 31 oktober 2005 werd lijn 23 aan de andere kant verlengd, naar Vlaardingen Holy, als onderdeel van de Schiedam-Vlaardingenlijn. Op 18 augustus 2008 werd de lijn verlegd langs station Schiedam Centrum. Door de grote lengte van de lijn was de lijn met een reisduur van 75 minuten de langste tramlijn van Nederland. De exploitatie begon van maandag t/m zaterdag rond 6:00 en op zondag rond 8:00; de laatste volledige ritten vertrokken rond middernacht. Vanwege de lengte van de lijn vertrokken de eerste ritten vanuit de remise echter al een uur eerder en eindigden de laatste ritten pas na 1 uur. Sinds 9 december 2012 is de lijn, wegens bezuinigingen, aan de westkant ingekort tot Marconiplein; tramlijn 24 neemt de route tussen Marconiplein en Holy over.
Op 6 januari 2025 werd het tramnetwerk in Rotterdam veranderd; het was de bedoeling om veel tramlijnen een andere route en een ander lijnnummer te geven. Lijn 23 werd geknipt op Rotterdam Centraal. Het traject tussen Beverwaard en Rotterdam Centraal wordt overgenomen door lijn 3 en het traject tussen Rotterdam Centraal en Marconiplein wordt overgenomen door lijn 7.

### Exploitatie
Overdag werd er van maandag t/m vrijdag een 7.5-minuutdienst gereden en in het weekend elke tien minuten. In de avond en vroege ochtend reed de lijn om het kwartier. Tussen de haltes Beurs en het eindpunt Marconiplein reed lijn 23 samen met lijn 21 en lijn 24. Deze reden gezamenlijk dezelfde frequentie als lijn 23 waardoor er op het gezamenlijke traject een dubbele frequentie ontstond.

## Materieel
Tramlijn 23 was volledig geschikt voor lagevloertrams en wordt geëxploiteerd met de Citadis, een tram van de bouwer Alstom.

## Afbeeldingen

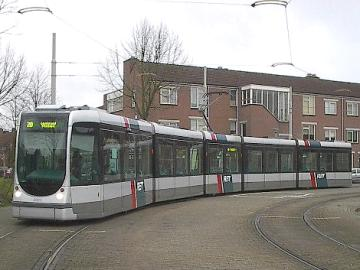
Citadistram bij eindhalte Limbrichthoek
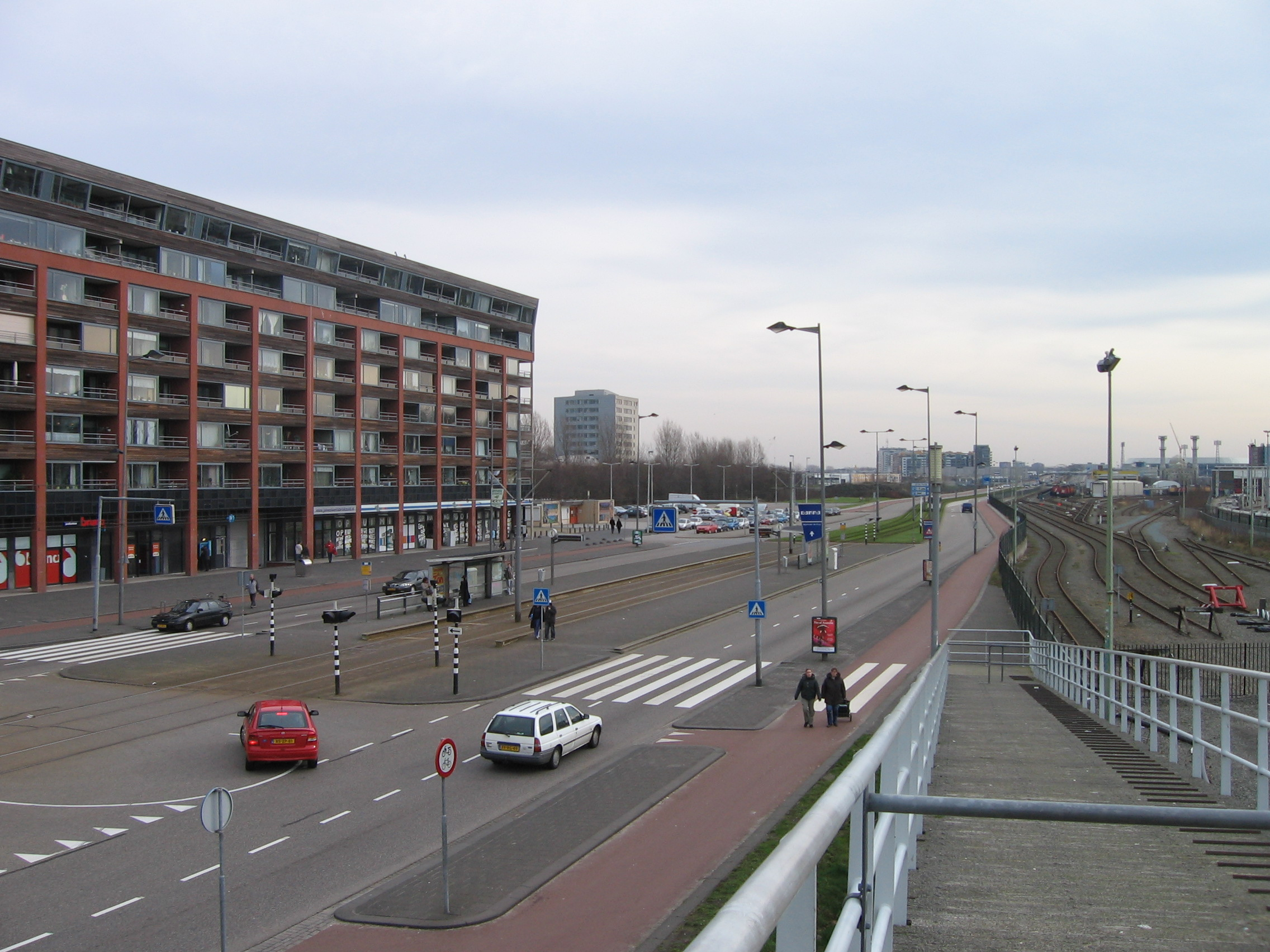
De tramhalte Vuurplaat
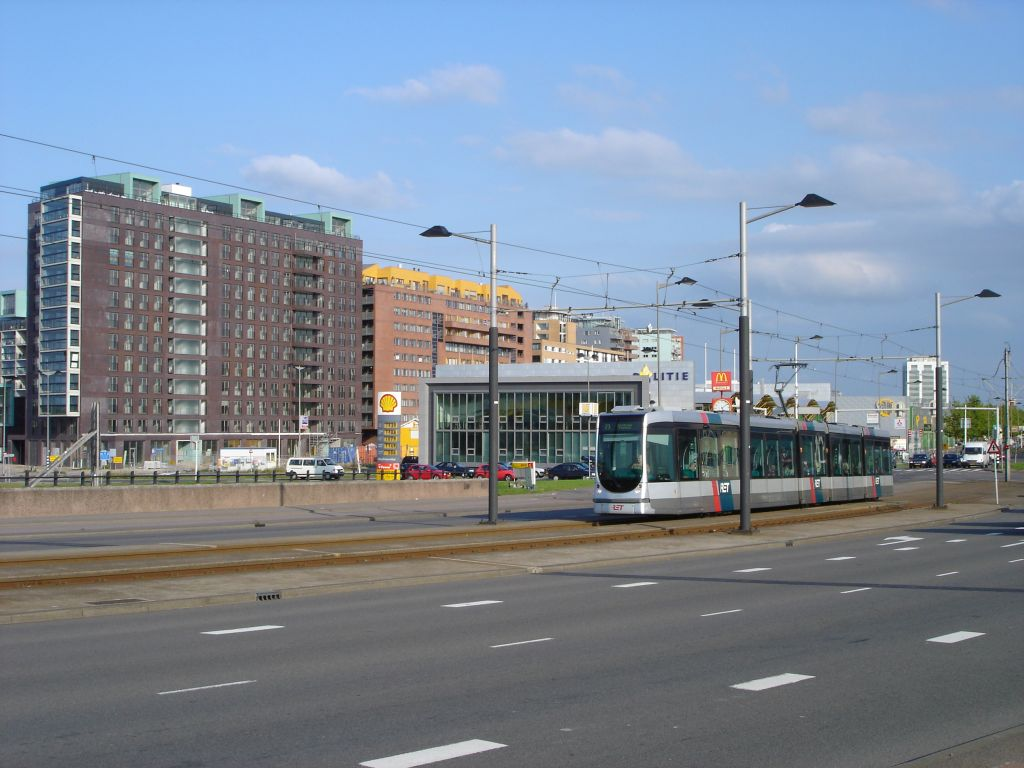
Tram bij het Varkenoordseviaduct